# Ise Cellier
 (mars 2024).
La mise en forme du texte ne suit pas les recommandations de Wikipédia : il faut le « wikifier ».
Les points d'amélioration suivants sont les cas les plus fréquents. Le détail des points à revoir est peut-être précisé sur la page de discussion.
- Les titres sont pré-formatés par le logiciel. Ils ne sont ni en capitales, ni en gras.
- Le texte ne doit pas être écrit en capitales (les noms de famille non plus), ni en gras, ni en italique, ni en « petit »…
- Le gras n'est utilisé que pour surligner le titre de l'article dans l'introduction, une seule fois.
- L'italique est rarement utilisé : mots en langue étrangère, titres d'œuvres, noms de bateaux, etc.
- Les citations ne sont pas en italique mais en corps de texte normal. Elles sont entourées par des guillemets français : « et ».
- Les listes à puces sont à éviter, des paragraphes rédigés étant largement préférés. Les tableaux sont à réserver à la présentation de données structurées (résultats, etc.).
- Les appels de note de bas de page (petits chiffres en exposant, introduits par l'outil «  Source ») sont à placer entre la fin de phrase et le point final[comme ça].
- Les liens internes (vers d'autres articles de Wikipédia) sont à choisir avec parcimonie. Créez des liens vers des articles approfondissant le sujet. Les termes génériques sans rapport avec le sujet sont à éviter, ainsi que les répétitions de liens vers un même terme.
- Les liens externes sont à placer uniquement dans une section « Liens externes », à la fin de l'article. Ces liens sont à choisir avec parcimonie suivant les règles définies. Si un lien sert de source à l'article, son insertion dans le texte est à faire par les notes de bas de page.
- La présentation des références doit suivre les conventions bibliographiques. Il est recommandé d'utiliser les modèles {{Ouvrage}}, {{Chapitre}}, {{Article}}, {{Lien web}} et/ou {{Bibliographie}}. Le mode d'édition visuel peut mettre en forme automatiquement les références.
- Insérer une infobox (cadre d'informations à droite) n'est pas obligatoire pour parachever la mise en page.

Pour une aide détaillée, merci de consulter Aide:Wikification.
Si vous pensez que ces points ont été résolus, vous pouvez retirer ce bandeau et améliorer la mise en forme d'un autre article.
 (mai 2024).
Pour les articles homonymes, voir Cellier.
Ise Cellier (Isabelle Cellier) est une artiste française née à Amiens en 1967.

## Biographie
Ise Cellier est née le 12 mai 1967, à Amiens, dans les Hauts-de-France. Fille d'un ingénieur textile, elle passe son enfance parmi des fils qu'elle tresse au gré de sa créativité. Elle assemble également des matériaux hétéroclites. Elle dessine parfois et détourne les techniques et les matériaux de leur fonction initiale.
Ses études à l'université de Lille, puis à Paris I, lui permettent d'obtenir en 1992 son Diplôme d'Études Approfondies. Elle obtient ensuite l'Agrégation d'arts plastiques en 1995. Elle travaille des techniques différentes, du dessin au charbon et à l'encre aux voilages tendus sur des cerclages de plomb où sont imprimés des dessins cousus, en passant par la peinture à l'huile et à l'acrylique, le pastel ou encore les tissages à l'aide de matériaux divers. Ses premières œuvres sont réalisées en 1990 et se composent de jute ou de filasse.
L'année 2005 est marquée par la découverte de batiks africains bigarrés. Elle commence à les collectionner et à créer des œuvres où le textile devient le matériau prédominant. Elle prend le prénom d'Ise en 2007 et compose ses premiers livres d'artiste en 2008. En 2009, elle façonne des objets textiles et des effigies qui paraissent raconter une histoire.
En décembre 2011, elle monte et ouvre des ateliers de création, dans sa maison de Tourcoing, dans le Nord, à ceux qui le souhaitent, en suivant un protocole précis. C'est à cette époque que naissent ses « marottes », de grandes pièces textiles avec personnages. C'est aussi la période de ses premières expositions. Parallèlement, elle développe un travail graphique sur papiers de petits format, où s'associent l'estampe de fil, le collage, le dessin et l'aquarelle.
En 2019 se tient l'exposition au Musée de la Piscine,, du 29 juin au 22 septembre, et dont Sylvette Botella-Gaudichon est la commissaire : cette artiste « sort la broderie du domaine de l'artisanat pour en faire une méthode d'expérimentations et un moyen d'expression où liberté et contrainte construisent un monde original. ».
En 2021 se tient l'exposition « Fortuna » au Musée d'Art naïf et d'Arts singuliers,,
Ise Cellier travaille actuellement en Normandie, à Saint-Pierre-le-Viger.

## Expositions

### Expositions personnelles
- 2012 : Les Numineuses, Installation église La Chapelle-sur-Dun
- 2013 : Le Songe des Fleurs, Honfleur ; Le Carnaval des Anges, installation église Saint-Pierre, Touques
- 2014 : Les Egarées de Fragrante, Librairie Autour des Mots, Roubaix ; Oiselles et Dame Oiseau, Honfleur
- 2015 : Les Cheminantes, Atelier Recto Verso, Reims ; Ritournelles, Galerie La Corderie, Marcq-en-Baroeul
- 2016 : Belle est la Bête, Théâtre de l’Ogresse, Paris ; Galerie Maureg’Art, Saint-Hilaire-Le-Chatel
- 2017 : Espace Edouard Pignon, Lille ; Médiathèque Maurice Delange, Honfleur
- 2018 : Médiathèque Daniel-Rondeau, Épernay ; Vésanies, Atelier Akané, Croix ; Théâtre de fil, installation, Chapelle Sainte-Marguerite, La Gaillarde
- 2019 : Parcours des métiers d’art, Jema, Atelier Robakowski, Veules-les-Roses ; L’armoire aux tabernacles, Installation, Église d’Iclon, Angiens ; Et perdre le fil, Musée de la Piscine, Roubaix ; Chemins faisant, Galerie Frédéric Moisan, Paris
- 2020 : Espace Baradoz Pascal Jaouen, Quimper
- 2021 : Fortuna, MANAS, Laval[11].
- 2023 : Il n’y a qu’une bête, Maison Henri IV, Saint-Valery-en-Caux ; Des livres et des figures, médiathèque Daniel-Rondeau, Épernay ; - En mille corps brisée, galerie Moisan, Paris ; Les pêcheurs de perles, installation église de Saint-Pierre-Le-Vieux ; Rhapsodie, Manoir des Renaudières, Carquefou

### Expositions collectives
- 2004 : 1st International Collage Exhibition, Vilnius (Lituanie)
- 2005 : 5e biennale internationale de gravure, Liège (Belgique)
- 2006 : Salon de l’estampe contemporaine, Rueil-Malmaison (92), prix « techniques nouvelles »
- 2012 : Estampes de fil, BIMA, Roubaix
- 2015 : Art Textile, Berlin ; Salon Art Singulier, art outsider, Rochemaure
- 2016-2019 : Courants d’art, Authon-du-Perche
- 2017 : Biz’art festival, Han-sur-Lesse (Belgique)
- 2018 : Délires de livre, Viroflay
- 2019 : Brode-Art, Talents, Strasbourg ; Biennale Hors Normes Volcanique, Aurillac
- 2019-2020-2022 : Vibrations textiles, Galerie du Montparnasse, Paris
- 2020 : Ogres et croquemitaines, MANAS, Laval ; Feuilles d’art, Bruxelles (Belgique) ; Marché du côté sauvage, Chaumont ; Biennale internationale du livre d’artistes, Dives-sur-Mer
- 2020-2022 : Journées de l’estampe contemporaine, Saint-Sulpice, Paris
- 2022 : Outsider Art Fair, galerie Moisan, Paris ; Art Brut Biënnale, Hengelo (Pays-Bas)
- 2023 : Mon intimité sur le fil, Comines-Warneton (Belgique) ; Art Brut Biënnale, Hengelo (Pays-Bas)

### Collections publiques
- 2014 : "Griselydis", Musée de la Piscine, Roubaix
- 2019 : "Bougre-mère", Musée de la Piscine, Roubaix
- 2021 : acquisition de 5 pièces textiles, MANAS Musée d'Art naïf et d'Arts singuliers, Laval
- 2023 : acquisition d'une pièce textile, Hôtel des Tourelles, Le Crotoy

## Vie associative
- 2001-2006 : Création de l’association Gravicel à Lille (promotion de la gravure par l’organisation d’expositions)
- 2020 : Création de l’association Sur les Bords à Saint-Pierre-le-Viger (organisation de deux biennales « l’imprimerie joyeuse » et « des creux des bosses ») promotion de la gravure et de la céramique et du développement de la culture en milieu rural